# اوی شلایم
اَوی شلایم (به عبری: אבי שליים) (زاده ۳۱ اکتبر ۱۹۴۵) متولد عراق، مورخ اسرائیلی-بریتانیایی، استاد بازنشسته روابط بین‌الملل دانشگاه آکسفورد و از اعضای آکادمی بریتانیا می‌باشد. وی یکی از مورخان نوین اسرائیل است،  گروهی از دانشمندان اسرائیلی که خوانشی انتقادی از تاریخ صهیونیسم و اسرائیل ارائه می‌دهند.

## زندگینامه
شلایم از یک پدر و مادر ثروتمند یهودی در بغداد، عراق متولد شد. این خانواده در عمارتی با ده خدمتکار زندگی می‌کردند. پدرش واردکننده مصالح ساختمانی بود و با رهبران عراق از جمله نخست وزیر وقت نوری سعید ارتباط داشت.
وضعیت یهودیان عراق با جنگ نخست اعراب و اسرائیل در سال ۱۹۴۸ و در نتیجه فشار به مردم یهود از سوی دولت عراق سخت شد. در سال ۱۹۵۱، در جریان عملیات عزرا ونحمیا، خانواده شلایم به همراه اکثر یهودیان عراقی برای مهاجرت به اسرائیل و سلب تابعیت عراق ثبت‌نام کردند. براساس قانون بعدی، تمام یهودیانی که از عراق مهاجرت کرده بودند همه حقوق خود از جمله حقوق مالکیت را از دست ‌می‌دادند. خانوادهٔ شلایم تمام دارایی خود را از دست دادند. پدرش از مرز به طور غیرقانونی با قاطر عبور کرد، در حالی که شلایم، مادر و خواهرانش به قبرس پرواز کردند و از آنجا به اسرائیل منتقل شدند. اعضای خانواده در اراضی اسرائیل به هم پیوستند.
شلایم در رمت گن(حومه تل‌آویو) بزرگ شد. وی در ۱۶ سالگی اسرائیل را به مقصد انگلستان ترک کرد و در یک مدرسه یهودی تحصیل کرد. وی در سال ۱۹۶۴ برای خدمت در نیروهای دفاعی اسرائیل به اسرائیل بازگشت، سپس در سال ۱۹۶۶ به انگلستان بازگشت تا در کالج عیسوی کمبریج تاریخ بخواند. وی مدرک کارشناسی خود را در سال ۱۹۶۹ به دست آورد. در سال ۱۹۷۰ از دانشکده اقتصاد لندن مدرک کارشناسی ارشد (اقتصاد) و دکترای خود را از دانشگاه ریدینگ در روابط بین‌الملل اخذ کرد.  وی از سال ۱۹۷۰ تا ۱۹۸۷ مدرس و پژوهشگر سیاست در دانشگاه ریدینگ بود.
وی با نوه بزرگ دیوید لوید جورج که در زمان اعلامیه بالفور نخست‌وزیر انگلیس بود ازدواج کرد. او از سال ۱۹۶۶ در انگلستان زندگی می‌کند و تابعیت دوگانه انگلیس و اسرائیل دارد. 

## حرفه

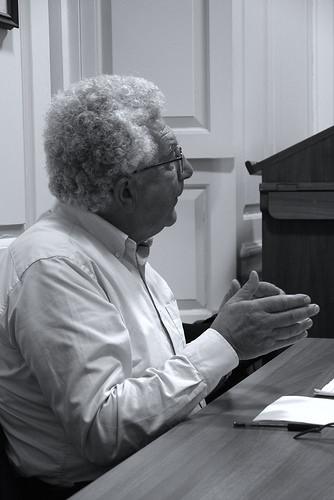
سخنرانی در جامعه الهیات آکسفورد

شلایم در دانشگاه ریدینگ روابط بین‌الملل را تدریس کرد و در زمینهٔ مسائل اروپا تخصص داشت. علاقه علمی وی به تاریخ اسرائیل از سال ۱۹۸۲ آغاز شد، زمانی که بایگانی‌های دولت اسرائیل در مورد جنگ اعراب و اسرائیل در دسترس قرار گرفت. این علاقه زمانی عمیق‌تر شد که وی در سال ۱۹۸۷ عضو کالج سنت آنتونی آکسفورد شد. وی از ۱۹۸۷ تا ۱۹۹۶ مطالعه‌گر آلاستر بوکان در روابط بین‌الملل آکسفورد و مدیر تحصیلات تکمیلی در این زمینه در ۱۹۹۳-۱۹۹۵و ۱۹۹۸-۲۰۰۱ بود. وی در سال‌های ۱۹۹۵-۱۹۹۷ پژوهشگر تحقیقاتی آکادمی بریتانیا و در سال ۲۰۰۳ تا ۲۰۰۶ یک استاد پژوهشگر بوده‌ است.
شلایم به عنوان یکی از داوران خارج از دانشگاه در تز دکترای ایلان پاپه، دیگر مورخ نوین برجسته نقش ایفا کرد. رویکرد شلایم در مورد مطالعه تاریخ مبتنی بر اعتقاد وی دربارهٔ «قضاوت شغلی مورخ» است. 
او همکار دائمی نشریه گاردین است و در ژانویه ۲۰۰۹ یک نامه سرگشاده به آن روزنامه را امضا کرد و نقش اسرائیل در جنگ غزه را محکوم کرد.
شلایم با نوشتن در مجلهٔ اسپکتاتور، نخست‌وزیر بنیامین نتانیاهو را «طرفدار دکترین درگیری دائمی» لقب داد و سیاست‌های او را تلاشی برای جلوگیری از حل مسالمت‌آمیز درگیری با فلسطینی‌ها توصیف کرد. به‌علاوه، وی سیاست خارجی اسرائیل را به‌عنوان سیاست حمایت از ثبات رژیم‌های دیکتاتور عربی در مقابل جنبش‌های نوپای دموکراتیک در بهار عربی توصیف کرد.
شلم عضو حزب کارگر انگلستان است. در ماه اوت سال ۲۰۱۵، او از امضاکنندگان نامه انتقادی جویش کرونیکل بود.

## انتقادات
جوزف هلر و یهوشوا پورات مورخان اسرائیلی ادعا کرده اند که شلایم «خوانندگان خود را با استدلال مبنی بر اینکه اسرائیل فرصت صلح را از دست داده در حالی که اعراب به سختی طالب صلح هستند» گمراه می‌کند.
شاعی افسایی در مقاله‌ای در سال ۲۰۱۲ در مجله دانشگاهی شوفر، از شلایم به دلیل تکرار داستان«عروس زیبا است اما با یک مرد دیگر ازدواج کرده» انتقاد کرد.
همکار مورخ نوین وی، بنی موریس، به شدت از شلایم به دلیل ضد اسرائیلی و عرب‌ستیزانه بودنش، انتقاد می‌کند. موریس، شلایم را متهم می‌کند که در عین بدخواهی برای صهیونیست‌ها و اسرائیل، اعراب فلسطینی را به عنوان قربانیان و آرمان آن‌ها را به عنوان هدف صحیح نشان می‌دهد و اطلاعات مهم را تحریف و حذف می‌کند تا تصویری یک طرفه از تاریخ ارائه دهد. وی از آثار شلایم به عنوان «تاریخ تمسخرآمیز» یاد کرد و آن را پر از «ابراهیم بی پروا و پرالتهاب» علیه اسرائیل توصیف کرد در حالی که نسبت به اعراب «دهانی نرم، مردد ، بی پروا و تمجید کننده» دارد. 
به گفته یوآو گلبر ، ادعای شلایم در مورد وجود «تبانی» ضد فلسطینی آگاهانه و از پیش برنامه‌ریزی شده بین آژانس یهودی و ملک عبدالله، با شواهد مستند در مورد توسعه روابط اسرائیل و اردن، قبل، در حین و بعد از جنگ را به چالش می‌کشد.  با این حال مارک لینچ نوشت که «شواهد گسترده کتاب [گلبر] اجازه صدور حکم قطعی را نمی‌دهد». 

## افتخارات
در سال ۲۰۰۶، شلایم به عنوان عضو آکادمی انگلیس (FBA) و آکادمی ملی علوم انسانی و اجتماعی انگلستان انتخاب شد.  
در تاریخ ۲۷ سپتامبر ۲۰۱۷ ، «به دلیل موفقیت در طول زندگی» به شلایم مدال آکادمی انگلیس اعطا شد.

## آثار منتشر شده
- تبانی در سراسر اردن: ملک عبدالله ، جنبش صهیونیستی و تجزیه فلسطین (برنده جایزه WJM Mackenzie انجمن مطالعات سیاسی 1988)
- سیاست تقسیم (1990 و 1998)
- جنگ و صلح در خاورمیانه: یک تاریخچه مختصر (1995)
- جنگ سرد و خاورمیانه (سردبیر ، 1997)
- دیوار آهنی: اسرائیل و جهان عرب (نیویورک: دبلیو دبلیو نورتون ، 2001)
- شیر اردن: زندگی شاه حسین در جنگ و صلح (لندن: آلن لین ، 2007)
- اسرائیل و فلسطین: ارزیابی مجدد ، بازنگری ، تکذیب (لندن: Verso Books ، 2009)
- سه جهان: خاطرات یک عرب یهودی (۲۰۲۳)[۲۱]